# Pacific (locomotive)
Pour les articles homonymes, voir Pacific et Pacific 231.

Disposition d'essieux "Pacific".

La Pacific 231 est un type de locomotive à vapeur dont la disposition des essieux a la configuration suivante de l'avant vers l'arrière :
- 2 essieux porteurs,
- 3 essieux moteurs,
- 1 essieu porteur.

L'appellation Pacific vient du fait que la première locomotive de ce type, livrée par le constructeur américain Baldwin en 1901 pour les New Zealand Railways, fut acheminée à travers l’océan Pacifique dont le nom (Pacific) restera attribué à ces locomotives.

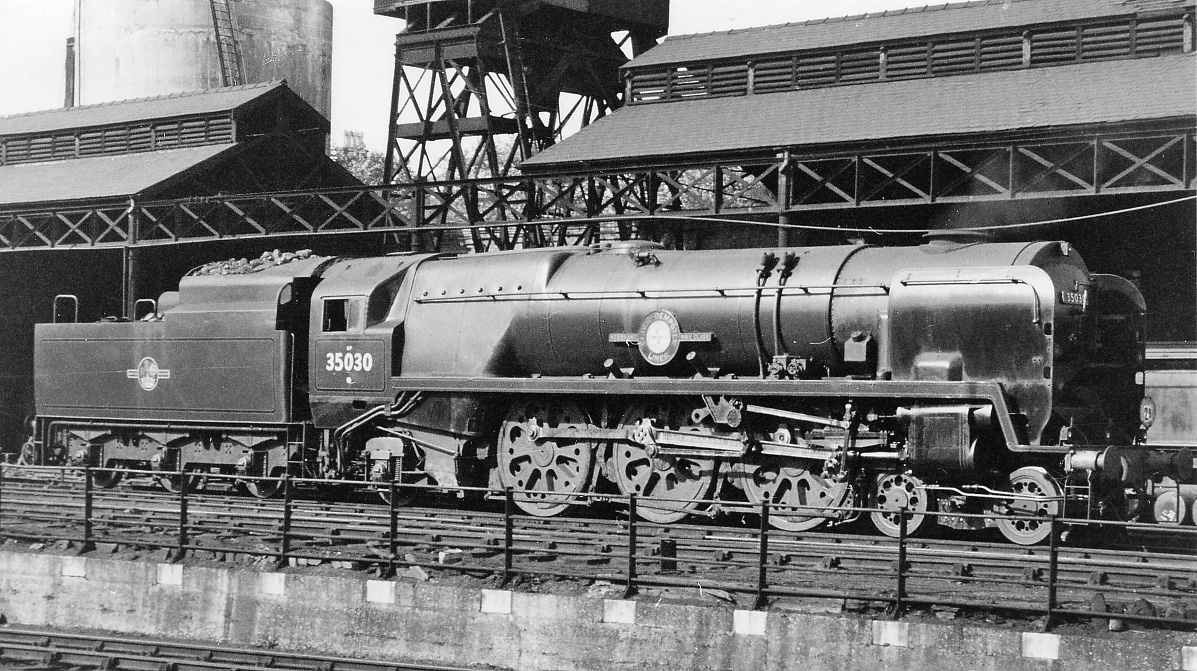
Une Pacific anglaise de conception moderne classe Merchant Navy.

## Code de désignation
La Pacific est désignée de la manière suivante selon les pays :
- 4-6-2 en Codification Whyte.
- 231 en codification française.
- 2C1 en codification allemande et italienne.
- 36 en codification turque (nombre d'essieux moteurs/nombre total d'essieux)
- 3/6 en codification suisse.

## Utilisation
Si les Decapod (disposition d'essieux 1.5.0) furent les machines pour trains de marchandises par excellence en Europe, il en fut de même pour les Pacific mais pour les trains de voyageurs. En effet, à de rares exceptions près où les Mountain furent préférées, ce type de machine fut suffisant aux yeux des grandes compagnies européennes pour la traction rapide des trains de voyageurs. Par la suite, elles se virent même confier des trains de marchandises, mais en régime accéléré. La plus célèbre d'entre elles fut une Pacific anglaise de la Classe A4 : la Mallard 4468, connue pour détenir le record du monde de vitesse en traction vapeur avec 202,6 km/h.

### France

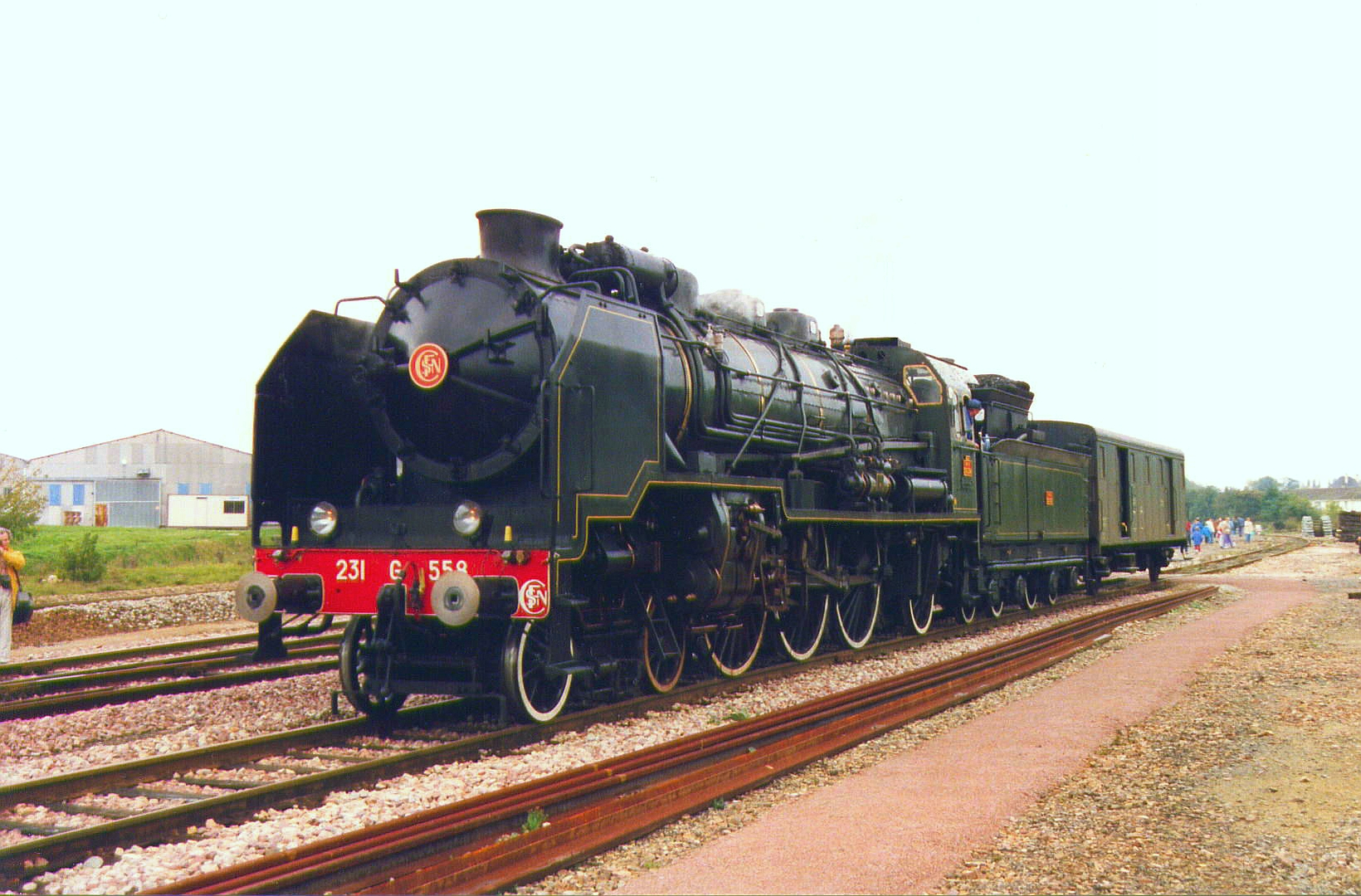
La 3-231 G 558 maintenue en état de marche par le PVC vue en 1993

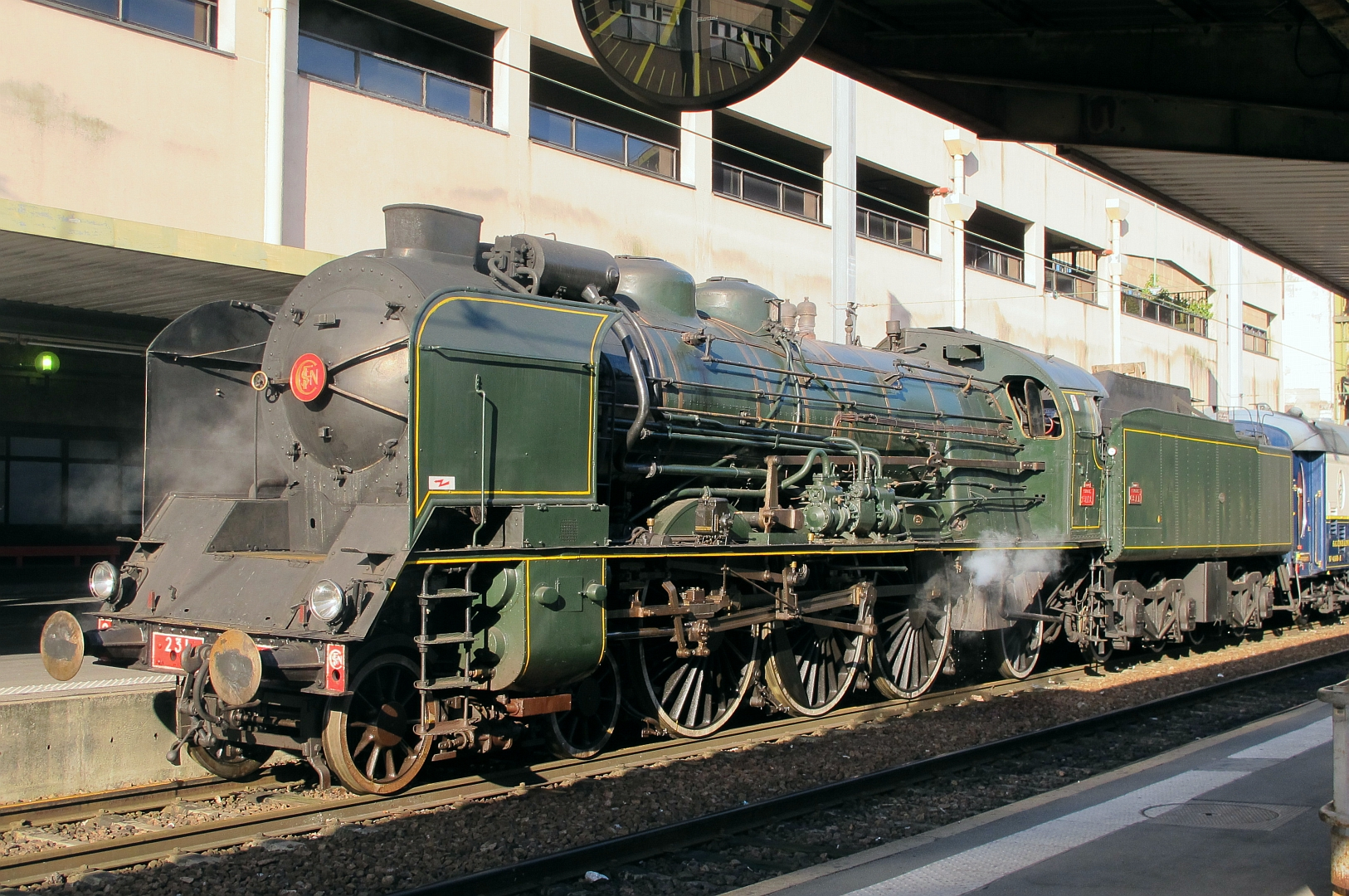
La 2-231 K 8 sauvegardée par la FACS et maintenue en état de marche par le MFPN vue en 2013

La première (en fait elles furent deux) Pacific européenne fut française et étudiée dès 1906 par la Compagnie du chemin de fer de Paris à Orléans pour pallier le manque de puissance des Atlantic et sortie en 1907. Pourtant, il s'en fallut de peu que les premières Pacific fussent allemandes : en effet, le réseau du grand-duché de Bade étudiait ce type depuis 1905 mais par suite de problèmes, elles ne sortirent qu'en 1908 (série IV f, future série 18.2 de la Deutsche Reichsbahn).
Si l'ensemble des compagnies françaises fit construire ses propres modèles de Pacific, paradoxalement, la Compagnie des chemins de fer de l'Est fut la seule de tous les réseaux français a n'avoir jamais étudié ni fait construire de Pacific de sa conception, contrainte de commander en 1919 une série de 40 Pacific issue d'un modèle déjà existant sur le réseau de l'État. La SNCF ne fit pas, elle non plus, construire de Pacific ; elle se contenta des séries existantes et fit poursuivre les transformations de certaines séries commencées sous les anciennes compagnies. Il est à noter que les travaux de modélisation thermodynamique de l'ingénieur André Chapelon, et les modifications qu'il conçut, permirent d'obtenir un doublement spectaculaire de la puissance des Pacific 231 à partir de la série 3500 du PO (Paris-Orléans).
Il a été construit un total de 1 364 locomotives de type Pacific pour les grands réseaux français :
- Chemins de fer d'Alsace et de Lorraine : 50
- Compagnie de l'Est : 40
- Compagnie du Nord : 139
- Compagnie de l'Ouest : 2
- Chemins de fer de l'État : 352
- Compagnie du PO : 279
- Compagnie du Midi : 40
- Compagnie du PLM : 462

Ces chiffres correspondent aux acquisitions de locomotives neuves par les différents réseaux y compris les prestations de l'Armistice de 1918.
Par la suite certaines machines, transformées ou non, ont pu être transférées sur un réseau autre que celui d'origine.
Chemins de fer d'Alsace et de LorraineS12 AL 1301 à 1308 (type SACM) de 1909, futures : 1-231 A 301 à 308
S14 AL 1311 à 1350 (type TP-État) achetées sous le titre du ministère des travaux publics en 1922, futures : 1-231 B 311 à 350 
S14 AL 1351 à 1370 (type TP-État) achetées au PO en 1922, futures : 1-231 B 351 à 370
S16 AL 1401 et 1402 prototypes de 1933, futures : 1-231 D 1 et 2
Compagnie de l'Est231 Est 31001 à 31040 série 11 s (type TP-État) achetées sous le titre du ministère des travaux publics de 1921 à 1923, devenues  Est 231-001 à 231-040, futures : 1-231 B 1 à 40
231 Est 231-051 à 231-073 série 12 s (type "Chapelon" 2e type ex. 3500 PO transformées) commandées au PO-Midi en 1934, futures : 1-231 C 51 à 73

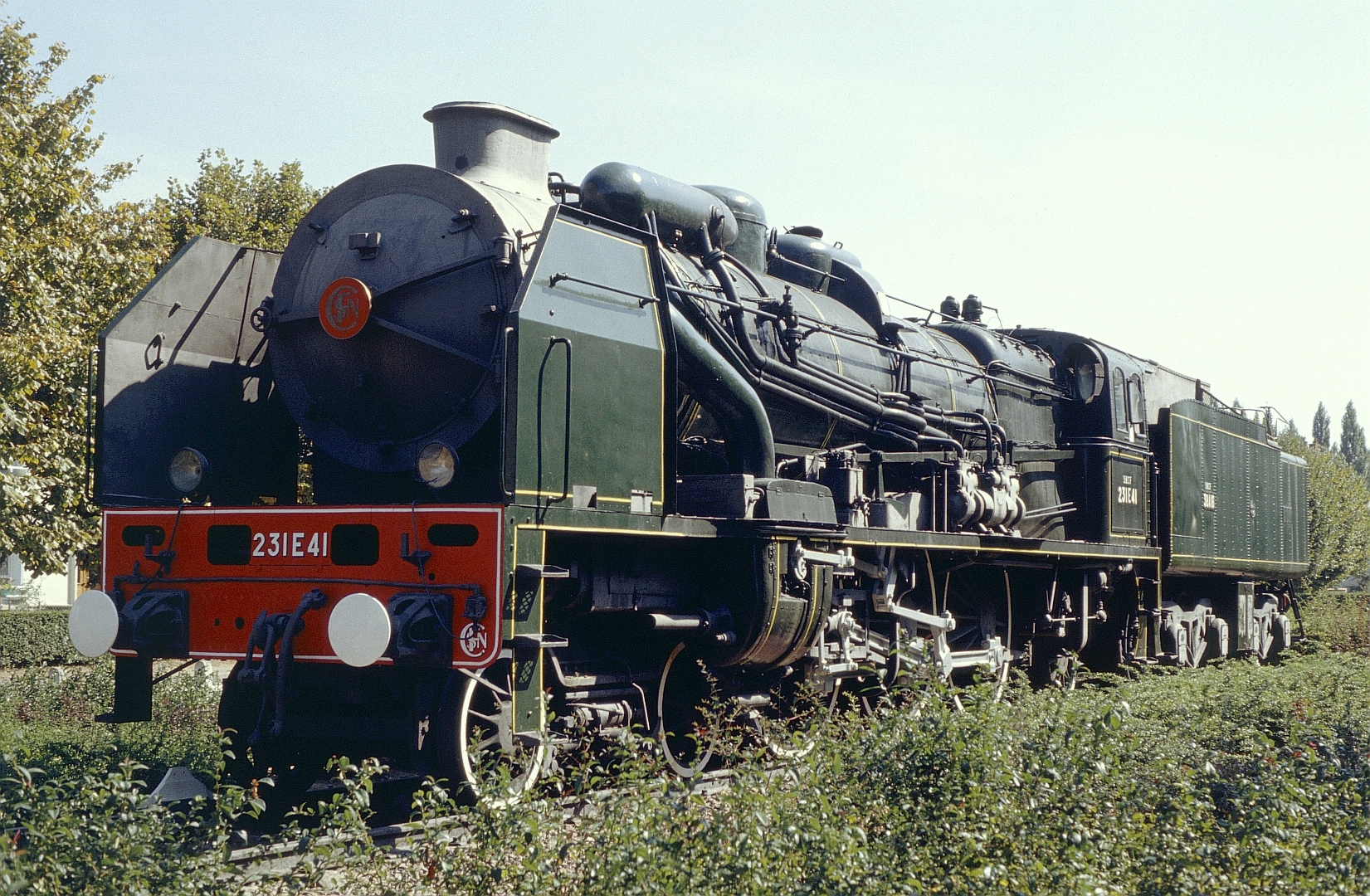
La 2-231 E 41 vue en 1982, alors exposée à St-Pierre des Corps

Compagnie du Nord231 Nord 3.1151 à 3.1170 (type SACM) copie des S 12 de l'AL de 1912, futures : 2-231 A 1 à 20
231 Nord 3.1150 machine n° 231-502 ETAT de 1914 non livrée à cause de la guerre, future : 2-231 B 1
231 Nord 3.1201 à 3.1240 dites « Superpacific 1er type » de 1923 à 1924, futures : 2-231 C 1 à 40
231 Nord 3.1241 à 3.1248 dites « Superpacific 2e type» de 1929 ayant de légères différences par rapport au 1er type, futures : 2-231 C 41 à 48
231 Nord 3.1251 à 3.1290 dites « Superpacific 3e type» de 1931 ayant de grosses différences par rapport aux 1er et 2e types, futures : 2-231 C 49 à 88
231 Nord 3.1249 et 3.1250 dites « Superpacific 2e type» prototypes, futures : 2-231 D 1 et 2
231 Nord 3.1171 à 3.1190 (type « Chapelon » ex. 3500 PO transformées) commandées directement au PO-Midi en 1934, futures : 2-231 E 1 à 20
231 Nord 3.1191 à 3.1198 (type « Chapelon » neuves) suite de la série des 3.1171 à 3.1190 de 1936, futures : 2-231 E 21 à 28
231 Nord 3.1111 à 3.1130 (type « Chapelon » neuves) suite de la série des 3.1171 à 3.1198 de 1937 à 1938, futures : 2-231 E 29 à 48
Compagnie de l'Ouest2901 et 2902 prototypes de 1908, devenues ÉTAT 6001 et 6002 puis ÉTAT 231-001 et 231-002
Chemins de fer de l'État231 ETAT 231-011 à 231-060 futures : 3-231 B 11 à 60
231 ETAT 231-401 à 231-420 type TP-ETAT cédées par le PO-Midi, futures : 3-231 C 401 à 420
231 ETAT 231-501 à 231-783 futures : 3-231 C 501 à 783
231 ETAT 231-981 à 231-996 origine C.F. de Bavière (prestations armistice 1918), futures : 3-231 A 991 à 996
231 ETAT 231-997 à 231-999 origine C.F. du Wurtemberg (prestations armistice 1918), futures : 3-231 A 997 à 999
Les machines 3-231 C SNCF peuvent aussi être classées dans les séries D à J en fonction de leur degré d'amélioration ou de transformation

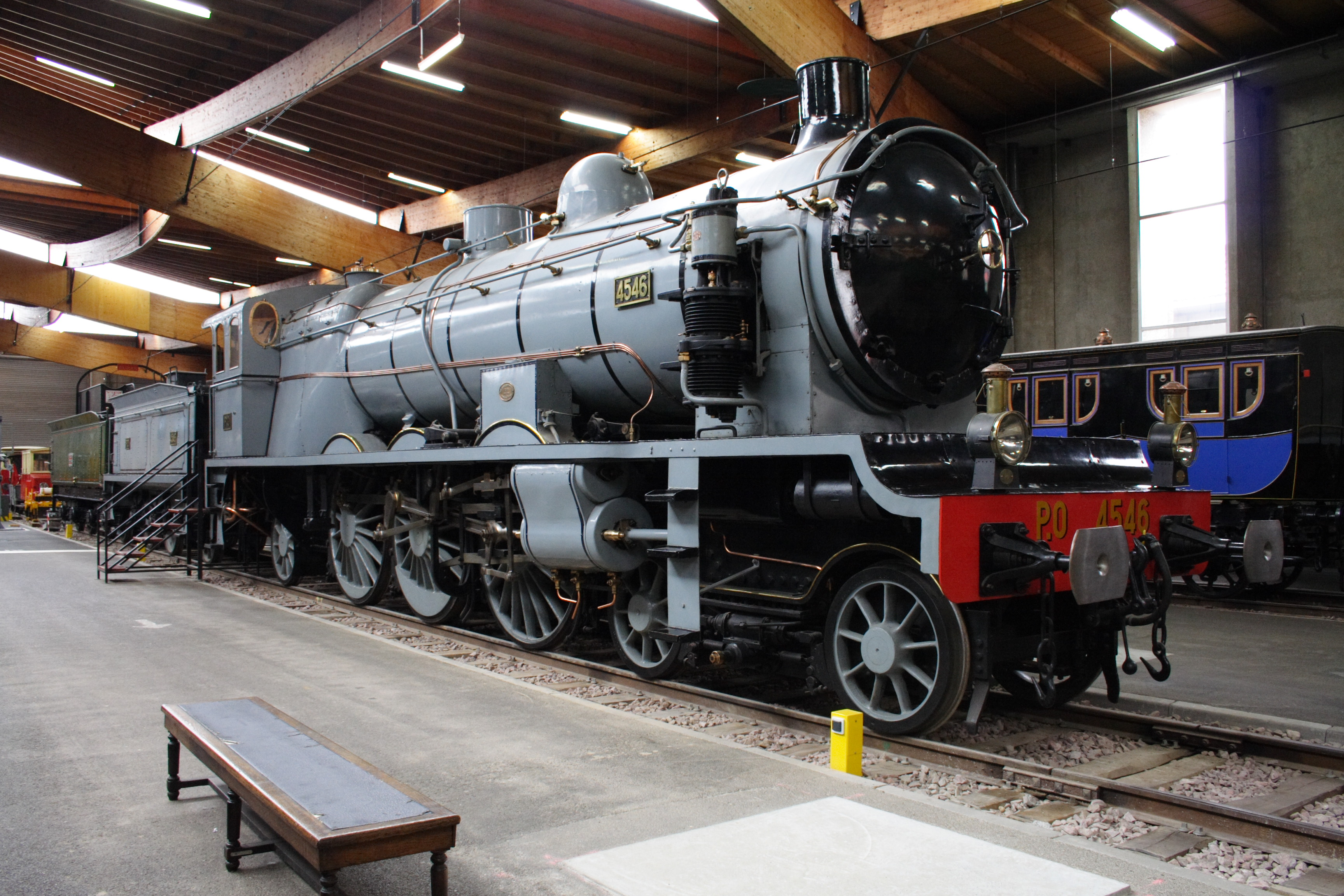
La Pacific 4546 du PO, sauvegardée par la SNCF et présentée à la Cité du train à Mulhouse

10 machines 3-231 C 501 à 783 sont devenues 1-231 B 301 à 310 puis 1-231 B 41 à 50
Compagnie du PO231 PO 4501 à 4600 2 prototypes en 1907 et série de 1908 à 1910, devenues 231-501 à 231-600 PO-Midi, futures : 4-231 A 501 à 600
231 PO 3501 à 3589 de 1909 à 1910, devenues 231-401 à 231-489 PO-Midi, toutes transformées avant 1938
231 PO 3591 à 3640 (type ALCO) de 1921, devenues 231-591 à 231-640 PO-Midi, futures 4-231 D 591 à 640
231 PO 3641 à 3680 (type TP-État) achetées sous le titre du ministère des travaux publics en 1923, cédées à l'AL (20) et à l'ETAT (20) avant 1934
231 PO 3701 à 3721 ("Chapelon" 1er type) modification de la 3566 en 1929 et des 3501 à 3520 en 1932, devenues 231-701 à 231-721 PO-Midi, futures : 4-231 F 701 à 721
231 PO 3722 à 3731 ("Chapelon" 2e type) modification de machines de la série 3521 à 3550 en 1934, devenues 231-722 à 231-731 PO-Midi, futures : 4-231 H 722 à 731
231 PO 3801 à 3806 et 3821 à 3829 modification de machines de la série des 3521 à 3550 en 1932, devenues 231-801 à 231-809 PO-Midi et 231-821 à 231-829 PO-Midi futures : 4-231 G 801 à 806 et 4-231 G 821 à 829
Les 4-231 G deviennent 4-231 J à l'arrivée sur la région Sud-Ouest de 231 G d'origine PLM
Les 4-231 F 701 à 717 sont devenues un temps les 1-231 C 401 à 417
11 machines 231-591 à 231-640 cédées à l'État sont devenues 3-231 K 301 à 311
Les 4-231 G deviennent 4-231 J en 1952 à l'arrivée sur la région Sud-Ouest de 231 G d'origine PLM
Compagnie du MidiMidi 3001 à 3016 puis PO-Midi 231-001 à 231-016, futures : 4-231 B 001 à 016
Midi 3051 à 3054 puis PO-Midi 231-051 à 231-054, futures : 4-231 C 051 à 054
Midi 3101 à 3120 puis PO-Midi 231-101 à 231-120, futures : 4-231 E 101 à 120
Les 4-231 E deviennent 6-231 L en 1947 (création de la région Méditerranée)
Compagnie du PLM
- Constructions neuves
 6001 prototype compound à vapeur saturée de 1909, devenue 231 C 1 en 1925, future 5-231 C 1
6011 à 6030 série de 1912 dérivée de la 6001, devenues 6201 à 6220 en 1913, puis 231 C 86 et 2 à 20 en 1925, futures 5-231 C 86 et 2 à 20
6101 prototype simple expansion et surchauffe de 1909, devenue 231 A 1 en 1925 (transformée en 231 E 1)
6102 à 6171 séries de 1911 et 1912 issues de la 6101, devenues 231 A 2 à 71 en 1925 (transformées en 231 E 2 à 71)
6172 à 6191 série de 1913 issue de la 6101 (transformées en 6051 à 6070)
6221 à 6285 séries de 1916-1917 et 1919-1921 dérivées de la 6001, devenues 231 C 21 à 85 en 1925, futures 5-231 C 21 à 85
6301 à 6480 séries de 1921-1924 dérivée de la série 6200, devenues 231 D 1 à 180 en 1925, futures 5-231 D 1 à 180
231 D 181 à 230 série de 1925 continuation des 6301 à 6480, futures 5-231 D 181 à 230
231 F 231 à 285 séries de 1931-1932 continuation améliorée de la série 231 D (transformées en 231 G 231 à 285)
- Transformations PLM
6051 à 6070 transformation en compound des 6172 à 6191 de 1917 à 1924, devenues 231 B 1 à 20 en 1925, futures 5-231 B 1 à 20
231 C 9 transformation en prototype de la 231 C 9 en 1934, future 5-231 K 9
231 C 17 transformation en prototype de la 231 C 17 en 1935, devenue 231 I 17
231 E 1 à 71 transformation en compound des 231 A 1 à 71 de 1925 à 1930, futures 5-231 E 2 à 71
231 F 141 transformation en prototype de la 231 D 141 en 1929 (transformée en 231 H 141)
231 F entre 2 et 166 transformation de 24 machines 231 D entre 2 et 166 de 1930 à 1932 (transformées en 231 G)
231 G entre 2 et 230 transformation de 27 machines 231 D et des 231 F entre 2 et 166 à partir de 1934, futures 5-231 G entre 2 et 230
231 G 231 à 285 transformation des 231 F 231 à 285 de 1934 à 1938, futures 5-231 G 231 à 285
231 H 141 transformation en prototype de la 231 F 141 en 1933, future 5-231 H 1
231 H 2 à 91 transformation prévue par le PLM des 231 B et 231 E
231 I 17 immatriculation transitoire de la 231 C 17 prototype (transformée en 5-231 K 17)
231 K 1 à 86 transformation prévue par le PLM des 231 C
- Transformations SNCF
5-231 G entre 2 et 230 continuation de la transformation des 5-231 D de 1938 à 1949 (215 machines au total)
5-231 H 2 à 30 transformation de 12 machines 5-231 B et 17 machines 5-231 E de 1938 à 1948
5-231 K 2 à 86 transformation de 84 machines 5-231 C entre 2 et 86 de 1938 à 1949
À partir de 1950 mutation de machines 231 G et 231 K sur les régions Est, Nord et Sud-ouest de la SNCF

#### Les Pacific françaises préservées
D'après la base Palissy, il y a en France trois locomotives Pacific classées aux Monuments historiques :
- 231 K 8 localisée à Villeneuve-Saint-Georges, construite par Henschel Und Sohn ;
- 231 G 558 localisée à Sotteville-lès-Rouen, construite par Batignolles-Châtillon ;
- 231 E 41 localisée à Saint-Pierre-des-Corps construite par Fives-Lille.

Il existe six autres Pacific, non classées aux Monuments historiques, conservées dans différents musées ou hangars comme la 231 K 82 localisée au CFTLP à Limoges (depuis 2011), la 231 K 22 localisée au Musée ferroviaire sud-allemand d'Heilbronn (Allemagne), les 231 A 546, 231 E 22, et 231 H 8 localisées au musée de Mulhouse, la 231 C 78 localisée à Oignies.
- Pour le centenaire de la PACIFIC 231 K 8 (1912–2012), La Poste française émet un timbre-poste en taille-douce le 14-05-2012[6]

### Belgique

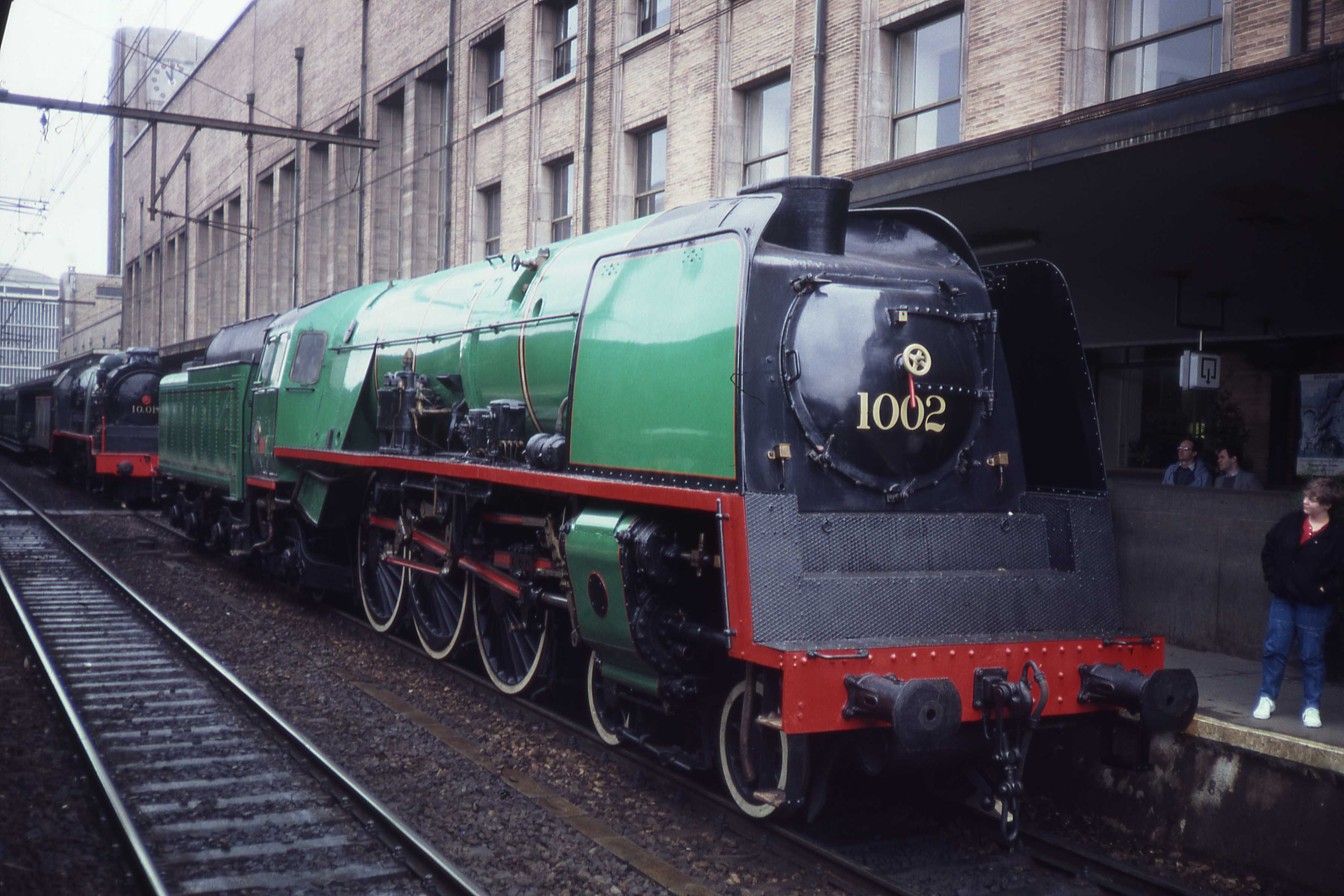
La 1.002 en 1985, pour les 150 ans des chemins de fer belges

Dotée d'une densité de voies ferrées très importante, la Belgique a surtout conçu des Pacific pour les relations internationales. Deux séries emblématiques ont vu le jour au début du XXe siècle :
- Le type 10 de 1912, avec sa silhouette caractéristique (chaudière courte devancée par une plateforme au-dessus du bogie), comptait 59 exemplaires et fut conçue par Jean-Baptiste Flamme. Ces locomotives à quatre cylindres simple expansion furent modernisées à plusieurs reprises.
- Le type 1 de 1935, avec son allure puissante due au carénage frontal comportait 35 exemplaires et était une version améliorée du type 10.

Un exemplaire de chaque série est préservé. La 10.018, sérieusement avariée (essieux fissurés) et la 1.002, qui a circulé entre 1987 et 1999. La 10.018 est désormais exposée à Train World et la 1.002 est exposée à Treignes au musée du Chemin de fer à Vapeur des Trois Vallées.
En dehors de ces deux séries, les seules autres Pacific construites en Belgique furent :
- des locomotives issues de constructeurs belges pour des pays étrangers (Afrique du Sud[9], Bulgarie, Chine[10], Éthiopie...) ;
- un prototype, réalisé en 1897 en ajoutant un bogie avant à une 131T type 4, construite entre 1878 et 1881[11]. Ce projet resta sans suite ;
- trois S3/6 bavaroise cédées au titre des réparations de guerre après 14-18 et mise hors-service dès 1922[12].

### Grande-Bretagne
La Flying Scotsman, conçue par Nigel Gresley, a été en service sur la ligne Londres-Édimbourg de 1923 à 1963. En 1934, cette locomotive fut homologuée comme la première machine à vapeur à dépasser la vitesse de 100 mph.
La mallard conçue aussi par Nigel gresley, a eu une période de service sur l’ECML de 28 ans(1938-1966)Le 3  juillet 1938 elle a battu le record du monde de vitesse à vapeur(203 km/h) qui n’est toujours pas vaincu.

### Amérique du Nord

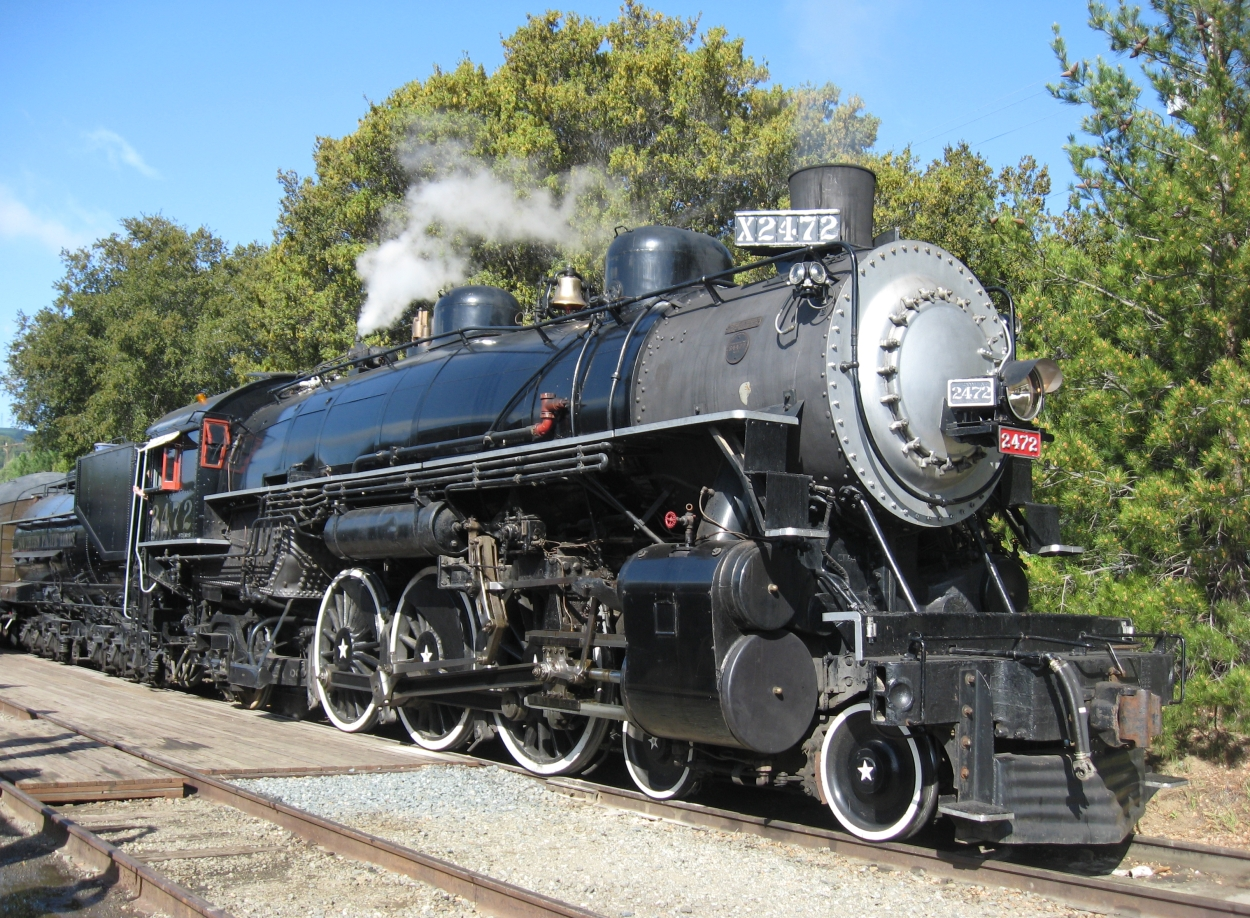
La Pacific 2472 du Southern Pacific Railroad, préservée en état de marche par le Niles Canyon Railway en Californie.

En Amérique du Nord, où les premières Pacific furent livrées en 1902 pour le réseau du Chesapeake and Ohio Railway, ce ne sont pas moins de 75 compagnies de chemins de fer qui utiliseront ce type de locomotive, pour une production totale d'environ 6 800 unités. Le modèle le plus construit sera la Pacific K4s (en) produit à 425 exemplaires de 1914 à 1928 pour le Pennsylvania Railroad. Les Pacific seront également produites pour plusieurs compagnies privées en plusieurs versions standard (USRA Light Pacific et USRA Heavy Pacific) par l'USRA en 1919.
Contrairement aux Pacific européennes qui étaient quasi exclusivement destinées aux trains de voyageurs à longues distances, certaines Pacific américaines, munies de roues de taille moyenne, étaient conçues pour le service des trains de marchandises rapides, locaux, ainsi que pour des trains de voyageurs locaux.
Au Canada, la construction des Pacific se poursuivit jusqu'à une période assez tardive avec le type G5, dont le dernier exemplaire fut livré à la compagnie Canadian Pacific Railway sous le no 1301 au mois d'août 1948, par le constructeur Canadian Locomotive Company à Kingston.

## Culture (musique)
Locomotive puissante et rapide (la Flying Scotsman britannique atteignait 160 Km/h en pointe sur la ligne Edimbourg-Londres), la Pacific 231 était évocatrice de voyages lointains, de modernité et de puissance. Les mécaniciens triés sur le volet qui la pilotaient étaient surnommés les « sénateurs » du rail en raison de leur paie supérieure à celle des « roulants » de base et cette machine bénéficiait d'une aura comparable aux trains TGV ou Shikansen de notre époque[pertinence contestée].
Le compositeur Arthur Honegger écrivit un long mouvement symphonique (projet de musique de film pour La Roue d'Abel Gance) dans lequel un orchestre symphonique au grand complet évoque le lent démarrage de la machine, puis sa course effrénée scandée par le tempo toujours plus rapide des pistons et des bielles. D'une certaine façon, cette musique s'inscrivait dans une célébration de la modernité typique des années 1920 et 1930, qui fut aussi celle des futuristes italiens, des peintres vorticistes, des tableaux modernistes de Fernand Léger ou de Robert Delaunay.

## Sources